# Мечето Йоги (филм)
„Мечето Йоги“ е американска игрална компютърна анимация от 2010 година на режисьора Ерик Бревиг, по сценарий на Брад Копланд, Джошуа Стернин и Джефри Вентимиля. Базиран е на анимационния сериал от 1961 г. – „Шоуто на Мечето Йоги“ и едноименния герой, създаден от Уилям Хана и Джоузеф Барбера. Във филма участват Ана Фарис, Том Кавана, Ти Джей Милър, Нейт Кордри и Андрю Дейли, а озвучаващия състав се състои от Дан Акройд и Джъстин Тимбърлейк, които озвучават съответно едноименния герой и Бу-Бу. Производството на филма започна през октомври 2008 г.
Продуциран от De Line Pictures на Доналд де Лайн и Sunswept Entertainment на Карън Розенфелт, премиерата на филма се състои в Уестууд на 11 декември и е пуснат театрално в Съединените щати на 17 декември от Warner Bros. Pictures. Филмът спечели $203.5 милиона в световен мащаб срещу бюджет от $80 милиона.

## Актьорски състав
| Роля                         | Изпълнител          |
| ---------------------------- | ------------------- |
| Йоги                         | Дан Акройд          |
| Бу-Бу                        | Джъстин Тимбърлейк  |
| Рейнджър Смит                | Том Кавана          |
| Рейчъл Джонсън               | Анна Фарис          |
| Рейнджър Джоунс              | Ти Джей Милър       |
| Кмет Р. Браун                | Андрю Дейли         |
| Шеф, асистент на кмета Браун | Нейт Кордри         |
| Разказвач                    | Джош Робърт Томпсън |

## Пускане
Филмът е оригинално планиран за излъчване на 25 юни 2010 г., но е преместен на 17 декември 2010 г.

### Маркетинг
Първият трейлър на филма е пуснат онлайн на 28 юли 2010 г. Привързан е с „Котки и кучета: Отмъщението на Кити“ и „Алфа и Омега“. Премиерата на втория трейлър е пуснат с „Легенда за пазителите“, и третия – с „Мегаум“, „Рапунцел и разбойникът“ и „Хари Потър и даровете на смъртта: Първа част“.

### Домашна употреба
Warner Home Video пусна филма на Blu-ray и DVD на 22 март 2011 г.

## В България
В България филмът е пуснат по кината на 11 февруари 2011 г. от Александра Филмс.
През 2011 г. е пуснат на DVD от PRO Video SRL чрез Филм Трейд.
На 22 октомври 2016 г. е излъчен по bTV Comedy с разписание събота от 20:30 ч.

### Дублажи
Синхронен дублаж
| Роля            | Изпълнител      |
| --------------- | --------------- |
| Мечето Йоги     | Георги Тодоров  |
| Бу-Бу           | Петър Бонев     |
| Рейнджър Смит   | Явор Караиванов |
| Рейчъл Джонсън  | Яна Маринова    |
| Рейнджър Джоунс | Иван Велчев     |
| Кмет Браун      | Светломир Радев |
| Шеф             | Иван Петков     |
| Разказвач       | Стоян Алексиев  |

| Обработка              | Александра Аудио |
| ---------------------- | ---------------- |
| Изпълнителен продуцент | Васил Новаков    |

Войсоувър дублаж
| Озвучаващи артисти  | Златина Тасева Георги Стоянов Тодор Георгиев Александър Воронов |
| Преводач            | Милена Сотирова                                                 |
| Тонрежисьор         | Александър Тодоров                                              |
| Режисьор на дублажа | Мария Ангелова                                                  |